# Incontri a metà strada
Incontri a metà strada è il secondo disco solista del cantante Riccardo Sinigallia, pubblicato da Sony BMG nel 2006.

## Tracce
1. Finora – 3:40
2. Laura – 3:36
3. Amici nel tempo – 4:23
4. Il nostro fragile equilibrio – 3:39
5. Se potessi incontrarti ancora – 5:12
6. Anni di pace (feat. Filippo Gatti & Emidio Clementi) – 3:23
7. Una canzone per Fede – 3:25
8. Uscire fuori – 4:16
9. Impressioni da un'ecografia – 5:58
10. Ciao (versione strumentale) – 2:04

## Clip
1. Finora
2. Amici nel tempo
3. Il nostro fragile equilibrio

## Formazione
- Riccardo Sinigallia - voce, pianoforte, sintetizzatore
- Laura Arzilli - basso, cori
- Alessandro Canini - batteria
- Daniele Sinigallia - chitarra, mandolino
- Francesco Zampaglione - chitarra, pianoforte
- Raffaele Scoccia - organo Hammond
- Marina Rei - shaker
- Olen Cesari - violino
- Emiliano Meme Di Meo - campionatore